# Fijaš
Fijaš je obec na Slovensku v okrese Svidník. Žije zde 146 obyvatel. První písemná zmínka o obci pochází z roku 1414.

## Symboly obce

### Znak
V modrém štítě stříbrný potok, šikmo vlevo dolů vytékající z temene zeleného vršku převýšeného dvěma stříbrnými přivrácenými srpy se zlatými rukojeťmi. Nový znak symbolizuje pramen sirnaté minerální vody v katastru obce a zemědělské zaměření jejích obyvatel. Autory znaku jsou Peter Kónya, Leon Sokolovský a Sergej Pančák.
Tento znak byl přijat usnesením obecního zastupitelstva dne 23. července 2006, č. OZ - 4/2006 a je zapsán v heraldickém rejstříku Slovenské republiky pod signaturou F - 13/2006.

### Vlajka
Vlajka obce sestává z šesti podélných pruhů v barvách bílé (1/6), žluté (1/6), modré (1/6), zelené (1/6) modré (1/6) a zelené (1/6). Vlajka má poměr stran 2:3 a ukončena je třemi cípy, tj. dvěma zástřihy, sahajícími do třetiny jejího listu.